# Nýřany (nádraží)
Nýřany jsou železniční stanice v severovýchodní části stejnojmenného města v okrese Plzeň-sever v Plzeňském kraji nedaleko Vejprnického potoka. Leží na neelektrizované trati Plzeň – Furth im Wald a odbočné trati do Heřmanovy Hutě. Bezprostředně vedle stanice je umístěno městské autobusové nádraží.

## Historie
Stanice byla vybudována jakožto součást České západní dráhy (BWB) spojující Bavorsko, Plzeň a nádraží na Smíchově, podle typizovaného stavebního návrhu. Vzniklo zde též nákladové nádraží. 14. října 1861 byl s místním nádražím uveden do provozu celý nový úsek trasy z České Kubice na provizorní nádraží ve Skvrňanech u Plzně (železniční most přes Radbuzu byl dokončen se zbytkem trati až následujícího roku), odkud po dokončení mohla dále pokračovat směrem do Prahy.
Pravděpodobně již roku 1862 zprovoznila společnost Pražská železářská společnost (PEG) nákladní železniční spojení s Heřmanovou Hutí, v roce 1905 otevřením též pro osobní dopravu. Roku 1890 propojila PEG též nákladní tratí Nýřany přes Sulkov do stanice Plzeň-Valcha. Tyto tratě sloužily primárně k dopravě uhlí z nedalekých povrchových dolů (spolu s útlumem těžby byla trať v 70. letech 20. století snesena).
Po zestátnění soukromých společností v Rakousku-Uhersku po roce 1908 pak obsluhovala stanici jedna společnost, Císařsko-královské státní dráhy (kkStB), po roce 1918 pak správu přebraly Československé státní dráhy. Ve 3. čtvrtině 20. století byla k tělesu budovy přistavěna uzavřená prosklená čekárna.

## Popis
Nachází se zde čtyři vnitřní nekrytá nástupiště, k příchodu na nástupiště slouží přechody přes koleje. V roce 2018 začaly rekonstrukční a modernizační práce, trať má být v úseku Plzeň-Domažlice kompletně zdvoukolejněna a elektrizována. Dlouhodobě se počítá s rekonstrukcí celé trati až k hraničnímu přechodu s Německem Česká Kubice – Furth im Wald.

## Výpravní budova
Projekt vypracoval v roce 1861 Ignác Řechka architekt západní dráhy. Podle stejného projektu byly postaveny výpravny také ve Zdicích, Hořovicích a Chrástu u Plzně. Výpravna byla zděná patrová budova na obdélném půdoryse s valbovou střechou. Fasáda byla členěna šesti okenními osami. V roce 1898 byla přistavěna nástupištní veranda. V období 1924 až 1925 byla provedena rekonstrukce vnitřních prostor a patrová přístavba. Na pracích se podíleli stavitelé ing. Otakar Prokop a ing. Eduard Chrudimský, projekt vypracoval architekt Emanuel Jánský. V období 1968–1971 byly do nově vybudovaného proskleného pavilonu přemístěny prostory pro cestující. Z fasády byly odstraněny původní zdobné prvky.